# Носовицкий, Григорий Евсеевич
Григорий Евсеевич Носовицкий (21 января 1923, Сновск — 7 января 2011, Москва) — советский учёный, конструктор ракетной техники.

## Биография
После окончания в 1946 году факультета реактивного вооружения Артиллерийской академии им. Ф.Э. Дзержинского служил в главном артиллерийском управлении Вооруженных сил, принимал участие в создании реактивной системы залпового огня МД-20.
После демобилизации из армии работал в конструкторском бюро Министерства авиационной промышленности, где являлся ведущим конструктором ракеты класса «воздух-воздух» Р-80, принятой на вооружение в составе авиационного комплекса перехвата воздушных целей Ту-28-80.
Последние 30 лет работал в области исследования, разработки и использования информационных систем и автоматизированных систем управления.
Автор более 60 опубликованных работ и изобретений, в том числе книги «Продолжение "Катюши"», в которой дан развёрнутый очерк истории ракетостроения в СССР первых послевоенных лет.